# Ivar Smilga
Ivar Tenissovitch Smilga (en letton : Ivars Smilga ; en russe : И́вар Тени́сович Сми́лга ; 1892-1938) était un chef bolchévique révolutionnaire, et un membre de l'Opposition de Gauche dans l'Union soviétique.

## Biographie
Ivar est né en Aloja, dans le gouvernement de Livonie (actuelle Lettonie). Il est le fils d'un garde forestier tué par les troupes gouvernementales russes en 1906, lors de la dernière période de la Révolution russe de 1905.
Smilga est élu Président du Comité régional des Soviétiques en Finlande en 1917, et président du Tsentrobalt (le Comité Central de la Flotte de la Baltique) en 1917-1918. En avril 1917, il est élu au Comité Central du Parti bolchévique .
Il dirige avec Mikhaïl Toukhatchevski la Septième Armée pendant la guerre sovieto-polonaise en 1920. Il est vice-président de la Vesenkha de 1921 à 1928, et du Gosplan de 1924 à 1936.
Avec Evgueni Preobrajensky, il renonce à soutenir l'opposition de gauche, invoquant la raison pour laquelle l'ascension de Joseph Staline aurait signifié l'application d'une grande partie des politiques recommandées par la gauche, et que les dangers auxquels l'Etat soviétique devait faire face, tant à l'extérieur qu'à l'intérieur, nécessitaient son « retour au Parti ». En 1929, il est exclu du Comité Central, puis du Parti communiste de l'Union soviétique.
Quand il est banni à Khabarovsk, dans l'Extrême-Orient russe (sous le prétexte de faire du « travail de parti » dans les provinces), les autorités font face un rassemblement spontané d'un millier d'hommes, rassemblés à la gare pour réclamer sa libération.
Il est arrêté en 1935, après l'assassinat de Sergueï Kirov, emprisonné, et finalement exécuté en 1938 par le bourreau Vassili Blokhine. Il est disculpé à titre posthume en 1987.